# Rio Catu (Bahia)
O rio Catu é um rio brasileiro que banha a região metropolitana de Salvador, no estado da Bahia. Em 2012, resultados de Coletas de dados pela Organização Não Governamental SOS Mata Atlântica revelaram que o Catu é um dos dez rios mais poluídos do Brasil. O termo Catu significa "[de água] boa" em língua tupi.